# Societas - Mouvement de la jeunesse de gauche
Le Societas - Mouvement de la jeunesse de gauche (hongrois : Societas - Baloldali Ifjúsági Mozgalom, prononcé [ˈbɒloldɒli ˈifjuːʃaːgi ˈmozgɒlom], Societas) est un mouvement politique de jeunesse hongrois, proche du Parti socialiste hongrois (Magyar Szocialista Párt), héritier de son organisation de jeunesse la Jeune Gauche (Fiatal Baloldal, FiB).